# Savannah La Rain
Savannah La Rain, née le 9 janvier 2005 à Brisbane (Queensland), est une actrice, mannequin, danseuse et chanteuse australienne.

## Biographie

### Carrière
En 2022, elle interprète Ash-Ash dans le film Ocean Boy (Bosch & Rockit en version originale). La même année, elle tient l'un des rôles principaux, Bodhi, de la série Netflix australienne Surviving Summer.

### Vie privée
En 2022, elle fréquente Sky Katz, qui interprète Summer dans la série Surviving Summer. Cette dernière a confirmé leur relation en janvier 2022 sur Instagram.

## Filmographie

### Cinéma
- 2019 : Dora et la Cité perdue : une danseuse du lycée[4]
- 2022 : Ocean Boy : Ash-Ash
- 2024 : Woody Woodpecker : Alerte en colo : J.J.

### Télévision

#### Séries télévisées
- 2014 : Wurrawhy : une enfant (2 épisodes)
- 2016 : Les Sirènes de Mako : Naia (4 épisodes)
- 2019 : Content : Freya
- 2019 : Dis-placed : Jules
- 2022-2023 : Surviving Summer : Bodhi Mercer (18 épisodes)
- 2022 : Big Shot : Kate